# NGC 7281
NGC 7281 is een open sterrenhoop in het sterrenbeeld Cepheus. Het hemelobject werd op 5 oktober 1829 ontdekt door de Britse astronoom John Herschel.

## Synoniemen
- OCL 238